# Selección de rugby de Lituania
La selección de rugby de Lituania es el equipo nacional de la modalidad de rugby y está regulada por la Federación Moldava de Rugby.
Actualmente participa en el Rugby Europe International Championships en su categoría Trophy, en la cual participa desde 2018.
Es miembro de World Rugby desde abril de 1992.

## Historia
El rugby se introdujo por primera vez en Lituania en 1961. Sin embargo, como el país formaba parte de la URSS, no se pudo formar el equipo nacional. Después del colapso de la URSS, Lituania finalmente pudo formar su propia selección nacional, donde comenzaría a jugar amistosos no oficiales contra Letonia, sus rivales tradicionales, así como el equipo representativo de Kaliningrado antes de finalmente jugar su primer partido oficial contra Alemania, en 1993, donde perdió con el marcador 31-5.
Después del restablecimiento de la independencia en 1990, las autoridades de rugby de Lituania trabajaron para obtener reconocimiento internacional después de obtener el reconocimiento continental en 1991 por parte de FIRA Europa (como se conocía en ese momento) y en 1993, el equipo nacional participaba en la clasificación para el Campeonato de Rugby de 1995. Copa Mundial. Lituania también participó en la competición del Trofeo FIRA 1992-1994 en la base de la pirámide, pero no logró ganar ninguno de sus juegos. Más tarde, en 1996, Lituania logró su primera victoria oficial contra Luxemburgo en la competición clasificatoria para el Mundial de 1999. En general, la década de 1990 fue una década pobre para el equipo nacional, pero hay que considerar que era un país relativamente nuevo, sin importar el hecho de que Lituania comenzó a jugar rugby de prueba en 1993.